# Chateau Margaux (zarzuela)
Chateau Margaux es una zarzuela cómica en un acto, con música de Manuel Fernández Caballero y libreto de José Jackson Veyán. Se estrenó en el Teatro Variedades de Madrid, el 5 de octubre de 1887.

## Personajes
- Doña Angelita. (Soprano)
- Don Manuel.
- Jóse. (Barítono cómico)
- Doña Laura. (Mezzosoprano)
- El Barón. (tenor)

## Argumento
La acción se desarrolla en una lujosa mansión madrileña y comienza con el criado José cantando flamenco mientras coloca varios regalos de boda. Doña Angelita lo manda a cocinas para que no moleste.
Doña Angelita y Don Manuel están recién casados y el criado interrumpe varias veces sus arrumacos.
El matrimonio recibe la visita de unos pesados parientes, Doña Laura y su marido el barón, de los que esperan recibir alguna herencia, para ello les sirven en la comida dos botellas del apreciado vino Chateau Margaux, pero es Angelita la que primero prueba el vino y se pone a reír y a cantar. Los anticuados aristócratas se indignan y están a punto de irse cuando llega Don Manuel y les invita a probar el vino, con lo cual ellos también se ponen alegres y hay un final feliz.